# Maribel Domínguez
Pour les articles homonymes, voir Domínguez.
Maribel Guadalupe Domínguez Castelán, née le 18 novembre 1978 à Mexico, est une joueuse mexicaine de football évoluant au poste d'attaquante. Internationale mexicaine (96 sélections et 71 buts depuis 1998), elle évolue en club aux Chicago Red Stars.

## Biographie

### Carrière en club
Maribel Domínguez grandit à Chalco, dans l'État de Mexico. Elle commence à jouer au football dans des équipes locales, en majorité masculines, en se faisant passer pour un homme.
Faute de championnat professionnel dans son pays natal, elle émigre en 2002 aux États-Unis, pour jouer avec les Kansas City Mystics. Lors de sa première saison, elle se révèle être l'une des meilleures joueuses de la Women's United Soccer Association (WUSA). Avec 17 buts inscrits, elle est la deuxième meilleure buteuse de la ligue nord-américaine et est élue meilleure joueuse de la saison. À la suite de la disparition du club, elle s'engage avec l'Atlanta Beat, vice-championne de la WUSA en 2003. La WUSA est dissoute quelques mois plus tard et « Marigol » retourne au Mexique. Grâce à une bourse du gouvernement mexicain, elle se concentre durant quelque temps sur sa préparation aux Jeux olympiques d'été de 2004.
En décembre 2004, Maribel Dominguez attire l'attention du monde du football en annonçant un accord avec l'Atlético Celaya pour jouer le championnat masculin de deuxième division mexicaine. L'accord obtient l'aval de la fédération mexicaine mais la Fédération internationale de football association (FIFA) refuse, affirmant qu'« il doit y avoir une séparation claire entre le football masculin et le football féminin »,.
Quelques mois plus tard, au début de l'année 2005, Domínguez signe pour le FC Barcelone, qui lutte pour le maintien en première division espagnole. Elle débute le 30 janvier 2005 en marquant un coup du chapeau contre Torrejón, dans un match remporté par les Catalanes sur le score de 5 buts à 3. Les buts de la Mexicaine contribuent au maintien du club, ce qui amène le club à renouveler son contrat d'un an.
Malgré ses bonnes performances sanctionnées par une sixième place à l'élection de la meilleure joueuse de l'année par la FIFA, elle quitte Barcelone à l'été 2006. Son arrivée à l'Atlético de Madrid est annoncée, avant une rétractation du club madrilène. Finalement, elle rejoint un autre club catalan en janvier 2007, l'Euromat L'Estartit qui évolue en deuxième division. Domínguez marque en une demi-saison 22 buts et contribue à l'accession du club à l'élite du football féminin espagnol.
La saison 2007-2008 voit Maribel Domínguez marquer 15 buts, et L'Estartit se maintenir sans difficultés en premiere division. Elle commence l'apprentissage du métier d'entraîneur en dirigeant les cadettes du club.
Le 11 janvier 2013, elle est mise à disposition des Chicago Red Stars, jouant dans la nouvelle National Women's Soccer League.

### Carrière en sélection
Maribel Domínguez fait partie du groupe mexicain présent lors de la Coupe du monde de football féminin 1999 qui termine son parcours en quarts de finale. Elle marque le seul but mexicain de la compétition, lors du premier match de groupe contre le Brésil perdu sur le score de 7 à 1. 
Elle dispute les Jeux olympiques de 2004, jouant trois matchs dont le quart de finale perdu face au Brésil. Elle marque l'unique but mexicain de la compétition, lors du premier match de groupe contre la Chine conclu sur le score d'un but partout. 
Maribel Domínguez est la capitaine de la sélection éliminée au premier tour de la Coupe du monde de football féminin 2011. Elle marque un but lors du dernier match de groupe contre la Nouvelle-Zélande.